# Alla Kudryavtseva
Alla Kudryavtseva (Russo: А́лла Алекса́ндровна Кудря́вцева Moscou, 3 de Novembro de 1987) é uma ex-tenista profissional russa. Já atingiu o 15º lugar de duplas e possui 10 títulos (1 de simples e 9 de duplas) no circuito WTA.
Anunciou aposentadoria em 1º de novembro de 2021. Seu último jogo foi pelo WTA de Roma do mesmo ano.

## Premier Mandatory/Premier 5 finais

### Duplas: 1 (1 vice)
| Posição | Ano  | Campeonato | Piso | Parceira           | Oponentes               | Placar   |
| ------- | ---- | ---------- | ---- | ------------------ | ----------------------- | -------- |
| Vice    | 2009 | Beijing    | duro | Ekaterina Makarova | Hsieh Su-wei Peng Shuai | 3–6, 1–6 |

## WTA finais

### Simples: 2 (1 título, 1 vice)
| Legenda                                      |
| -------------------------------------------- |
| Grand Slam (0–0)                             |
| WTA Tour (0–0)                               |
| Tier I / Premier Mandatory & Premier 5 (0–0) |
| Tier II / Premier (0–0)                      |
| Tier III, IV & V / International (1–1)       |

| Posição | N. | Data              | Campeonato                                             | Piso | Oponente      | Placar   |
| ------- | -- | ----------------- | ------------------------------------------------------ | ---- | ------------- | -------- |
| Vice    | 1. | Setembro 19, 2010 | Guangzhou International Women's Open, Guangzhou, China | duro | Jarmila Groth | 1–6, 4–6 |
| Campeã  | 1. | Setembro 25, 2010 | Tashkent Open, Tashkent, Uzbequistão                   | duro | Elena Vesnina | 6–4, 6–4 |

### Duplas: 15 (8 títulos, 7 vices)
| Legenda (pré/pós 2009)                       |
| -------------------------------------------- |
| Grand Slam(0–0)                              |
| WTA Tour (0–0)                               |
| Tier I / Premier Mandatory & Premier 5 (0–1) |
| Tier II / Premier (2–1)                      |
| Tier III, IV & V / International (5–5)       |

| Posição | N. | Data               | Torneio                                              | Piso        | Parceira                 | Oponentes                             | Placar            |
| ------- | -- | ------------------ | ---------------------------------------------------- | ----------- | ------------------------ | ------------------------------------- | ----------------- |
| Vice    | 1. | Fevereiro 18, 2007 | Bangalore Open, Bangalore, India                     | duro        | Hsieh Su-wei             | Chan Yung-jan Chuang Chia-jung        | 7–64, 2–6, [9–11] |
| Campeã  | 1. | Setembro 23, 2007  | Sunfeast Open, Kolkata, India                        | duro        | Vania King               | Alberta Brianti Mariya Koryttseva     | 6–1, 6–4          |
| Vice    | 2. | Julho 13, 2008     | Internazionali Femminili di Palermo, Palermo, Itália | saibro      | Anastasia Pavlyuchenkova | Sara Errani Nuria Llagostera Vives    | 6–2, 16–7, [4–10] |
| Vice    | 3. | Outubro 11, 2009   | China Open, Beijing, China                           | duro        | Ekaterina Makarova       | Hsieh Su-wei Peng Shuai               | 3–6, 1–6          |
| Vice    | 4. | Maio 22, 2010      | Internationaux de Strasbourg, Estrasburgo, França    | saibro      | Anastasia Rodionova      | Alizé Cornet Vania King               | 6–3, 4–6, [7–10]  |
| Campeã  | 2. | Junho 20, 2010     | UNICEF Open, 's-Hertogenbosch, Holanda               | grama       | Anastasia Rodionova      | Vania King Yaroslava Shvedova         | 3–6, 6–3, [10–8]  |
| Campeã  | 3. | Fevereiro 19, 2011 | Cellular South Cup, Memphis, EUA                     | duro (c)    | Olga Govortsova          | Andrea Hlaváčková Lucie Hradecká      | 6–3, 4–6, [10–8]  |
| Campeã  | 4. | Junho 12, 2011     | Aegon Classic, Birmingham, Reino Unido               | grama       | Olga Govortsova          | Sara Errani Roberta Vinci             | 1–6, 6–1, [10–5]  |
| Vice    | 5. | Julho 31, 2011     | Citi Open, Washington, D.C., EUA                     | duro        | Olga Govortsova          | Sania Mirza Yaroslava Shvedova        | 3–6, 3–6          |
| Campeã  | 5. | Setembro 15, 2013  | Challenge Bell, Quebec, Canadá                       | carpete (c) | Anastasia Rodionova      | Andrea Hlaváčková Lucie Hradecká      | 6–4, 6–3          |
| Vice    | 6. | Outubro 20, 2013   | Kremlin Cup, Moscou, Rússia                          | duro (c)    | Anastasia Rodionova      | Svetlana Kuznetsova Samantha Stosur   | 1–6, 6–1, [8–10]  |
| Campeã  | 6. | Janeiro 4, 2014    | Brisbane International, Brisbane, Austrália          | duro        | Anastasia Rodionova      | Kristina Mladenovic Galina Voskoboeva | 6–3, 6–1          |
| Vice    | 7. | Fevereiro 2, 2014  | PTT Pattaya Open, Pattaya, Tailândia                 | duro        | Anastasia Rodionova      | Peng Shuai Shuai Zhang                | 6–3, 56–7, [6–10] |
| Campeã  | 7. | Fevereiro 22, 2014 | Dubai Tennis Championships, Dubai, UAE               | duro        | Anastasia Rodionova      | Raquel Kops-Jones Abigail Spears      | 6–2, 5–7, [10–8]  |
| Campeã  | 8. | Outubro 12, 2014   | Tianjin Open, Tianjin, China                         | duro        | Anastasia Rodionova      | Sorana Cîrstea Andreja Klepač         | 66–7, 6–2, [10–8] |

## Ligações Externas
- Perfil na WTA
- Perfil na ITF